# Црква Свете Тројице у Заклопачи
Црква Свете Тројице у Заклопачи, насељеном месту на територији градске општине Гроцка припада Архиепископији београдско-карловачкој Српске православне цркве.
Прва црква у Заклопачи, према предању, подигнута је око 1830. године, за време кнеза Милоша. На њеном месту озидана је 1885. године данашња црква.

## Архитектура
Данашња црква подигнута је као мања једнобродна базилика, засведена полуобличастим сводом, са једном полукружном апсидом (споља петостраном) на источном делу цркве и правоугаоним певницама које не досежу висину наоса. Зидана је од камена и врућег малтера, монолитног конструктивног склопа. Припрата и звоник су дозидани знатно касније, 1952. године. На јужном зиду наоса уграђена је 1922. године правоугаона плоча од тамносивог мермера са уклесаним натписом:
Овај свети храм Сошествија Св. Духа

сазидан је 1885.године. Добротвори:

Славко Станић из Заклопаче +1905.

Јања Јанковић поклони црквено звоно 1962.

### Иконостас
Оригинални иконостас и остали црквени инвентар нису сачувани. Данашњи иконостас је новије израде, као и иконе које се на њему налазе. Изузетак чине Царске двери из прве половине 19. века, које су некада припадале цркви у Врчину, и две иконе са краја 19. века.  
Царске двери су богато украшене дуборезом стилизованих барокних биљних мотива који су накнадно позлаћени. Мада је дуборез сразмерно плитак и компактан, пластични елементи су изведени на високом занатском нивоу.
У средњем делу се налази композиција Благовести, рађена темпером на дрвету. Поред две централне фигуре Богородице и архангела Гаврила, у горњем делу се налазе мали медаљони у којима су осликани Јеванђелисти, а у доњој зони четири стојеће фигуре светитеља: св. Јован Златоусти, св. Василије Велики, св. Григорије Богослов, и св. Никола.

## Црквена порта
У црквеној порти се налазе два надгробна споменика за које, на основу сачуване орнаментике, можемо рећи да потичу с прве половине XIX века. На њима нема никаквих натписа. Осим тога, у порти се налази и Споменик изгинулим ратницима у Првом светском рату, израђен од камена у облику пирамиде.